# Konkatedra Najświętszej Maryi Panny Matki Kościoła w Gołdapi
Konkatedra pod wezwaniem Najświętszej Maryi Panny Matki Kościoła w Gołdapi – rzymskokatolicki kościół parafialny należący do dekanatu Gołdap diecezji ełckiej. 

## Historia
Początkowo kościół ewangelicki (do 1945 r.). W czasie działań wojennych (1944–1945) został prawie całkowicie zniszczony i dopiero w latach 1981–1984 został odbudowany i przeznaczony do kultu religijnego. Konsekrowany w dniu 11 czerwca 1984 roku. 26 sierpnia 1984 roku przy świątyni została utworzona parafia pw. Najświętszej Maryi Panny Matki Kościoła. W 1992 roku kościół został ustanowiony przez papieża Jana Pawła II konkatedrą diecezji ełckiej. W 1989 roku przy świątyni została reaktywowana przez biskupa Edmunda Piszcza Sambijska Kapituła Kolegiacka (od 1992 roku pod nazwą Sambijska Kapituła Konkatedralna).

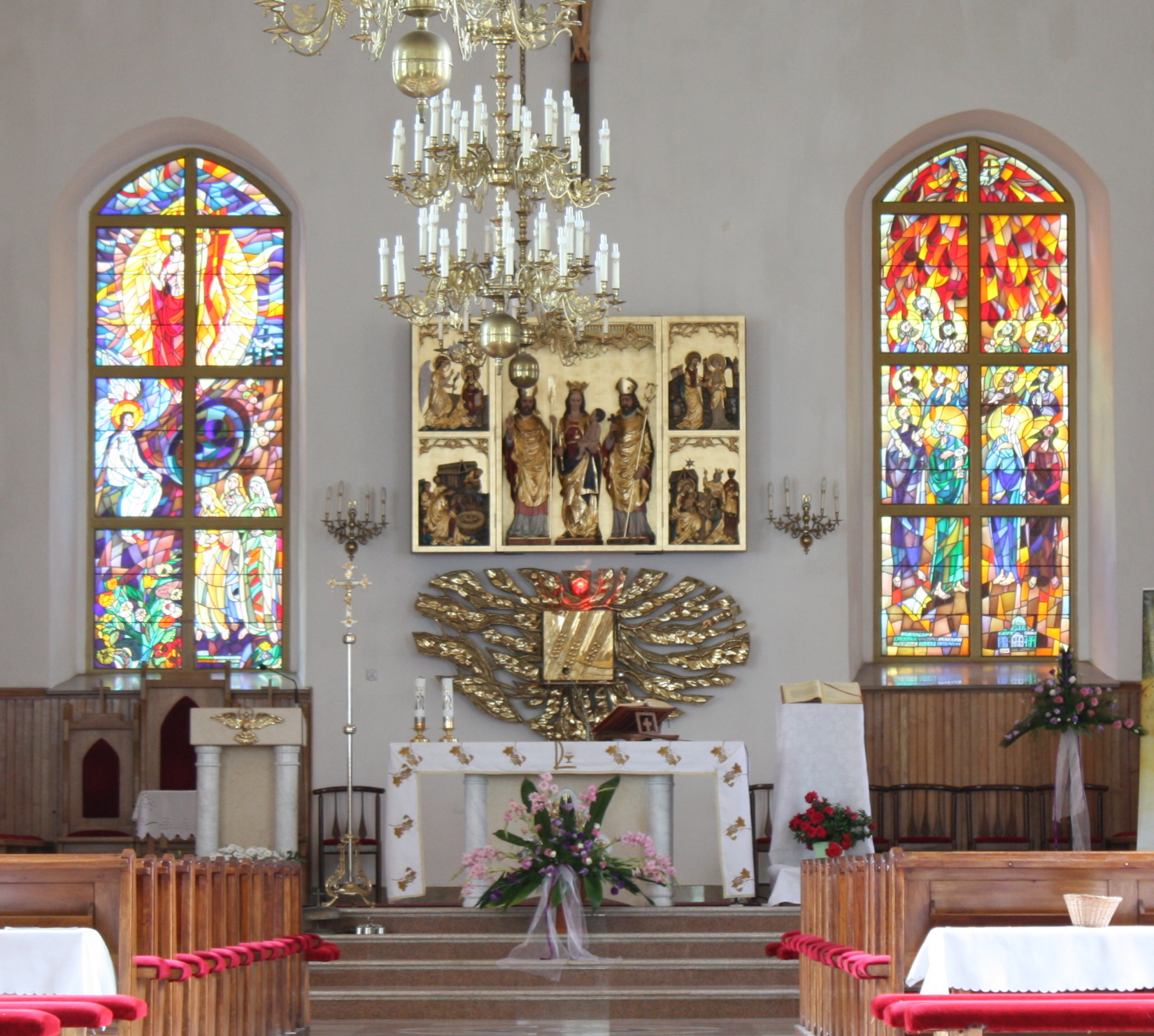
Prezbiterium

## Architektura
Kościół został zbudowany poza obrębem miasta w stylu gotyckim w drugiej połowie XVI wieku (ok. 1570–1580) jako świątynia halowa z cegły, posiadająca boczną kruchtę i masywną wieżę od strony zachodniej, jej mury mają 3 metry grubości. W wyniku częstych renowacji świątyni zatraciła większość stylowych elementów dekoracyjnych. Około 1700 roku w świątyni został zamontowany ołtarz w stylu barokowym.